# Jannes Wolters (voetballer)
Jannes Wolters (Emmen, 22 juni 1979) is een voormalig Nederlandse voetballer.
Wolters speelde, voor hij bij Emmen in de jeugdopleiding kwam, voor de amateurclubs WKE en Drenthina. Op  7 maart 1998 maakte hij voor Emmen zijn debuut in het betaald voetbal. Tussen 2000 en 2003 speelde hij drie seizoenen voor AZ. Wolters was in deze periode tevens aanvoerder van het Nederlands voetbalelftal onder 21. Na drie seizoenen AZ keerde Wolters terug bij FC Emmen. In januari 2010 beëindigde Wolters wegens blessureleed zijn carrière. Daarna werd hij als assistent-trainer opgenomen in de technische staf.
Hij is een neef van de gelijknamige zanger Jannes.

## Statistieken

### Als voetballer
| Seizoen   | Club           | Duels | Goals | Competitie     |
| --------- | -------------- | ----- | ----- | -------------- |
| 1997/1998 | Emmen          | 3     | 0     | Eerste divisie |
| 1998/1999 | Emmen          | 23    | 1     | Eerste divisie |
| 1999/2000 | Emmen          | 30    | 4     | Eerste Divisie |
| 2000/2001 | AZ             | 5     | 0     | Eredivisie     |
| 2001/2002 | AZ             | 21    | 1     | Eredivisie     |
| 2002/2003 | AZ             | 2     | 0     | Eredivisie     |
| 2003/2004 | → Emmen (huur) | 36    | 2     | Eerste divisie |
| 2004/2005 | → Emmen (huur) | 29    | 5     | Eerste divisie |
| 2005/2006 | FC Emmen       | 27    | 0     | Eerste Divisie |
| 2006/2007 | FC Emmen       | 26    | 2     | Eerste Divisie |
| 2007/2008 | FC Emmen       | 7     | 1     | Eerste Divisie |
| 2008/2009 | FC Emmen       | 0     | 0     | Eerste Divisie |
| 2009/2010 | FC Emmen       | 0     | 0     | Eerste Divisie |
| Totaal    | Totaal         | 209   | 16    |                |

### Als trainer
| Periode    | Club     | Functie                |
| ---------- | -------- | ---------------------- |
| 2010-2013  | FC Emmen | Assistent-trainer      |
| 2013-heden | WKE      | Assistent-trainer a.i. |